# Stockholms författningsreform 1920
Författningsreformen 1919/20 (även kallad förvaltningsreform) var den stora reform av Stockholms stad (stadskommun)Stockholms stads förvaltning som godkändes av Stockholms stadsfullmäktige den 16 juni 1919 och trädde i kraft 1920.
Reformen innebar att staden övergick från ett rent lekmannastyre till att styras av tjänstemän genom en verklig regering i form av stadskollegium och borgarråd. Reformen genomfördes genom nya författningar, instruktioner och arbetsordning för stadsfullmäktige och även lagändringar. Reformen hade föregåtts av debatter och utredningar under hela 1910-talet, däribland den Rabeska utredningen.
Den 1 april 1920 kunde staden för första gången skrida till val av stadskollegium och borgarråd.

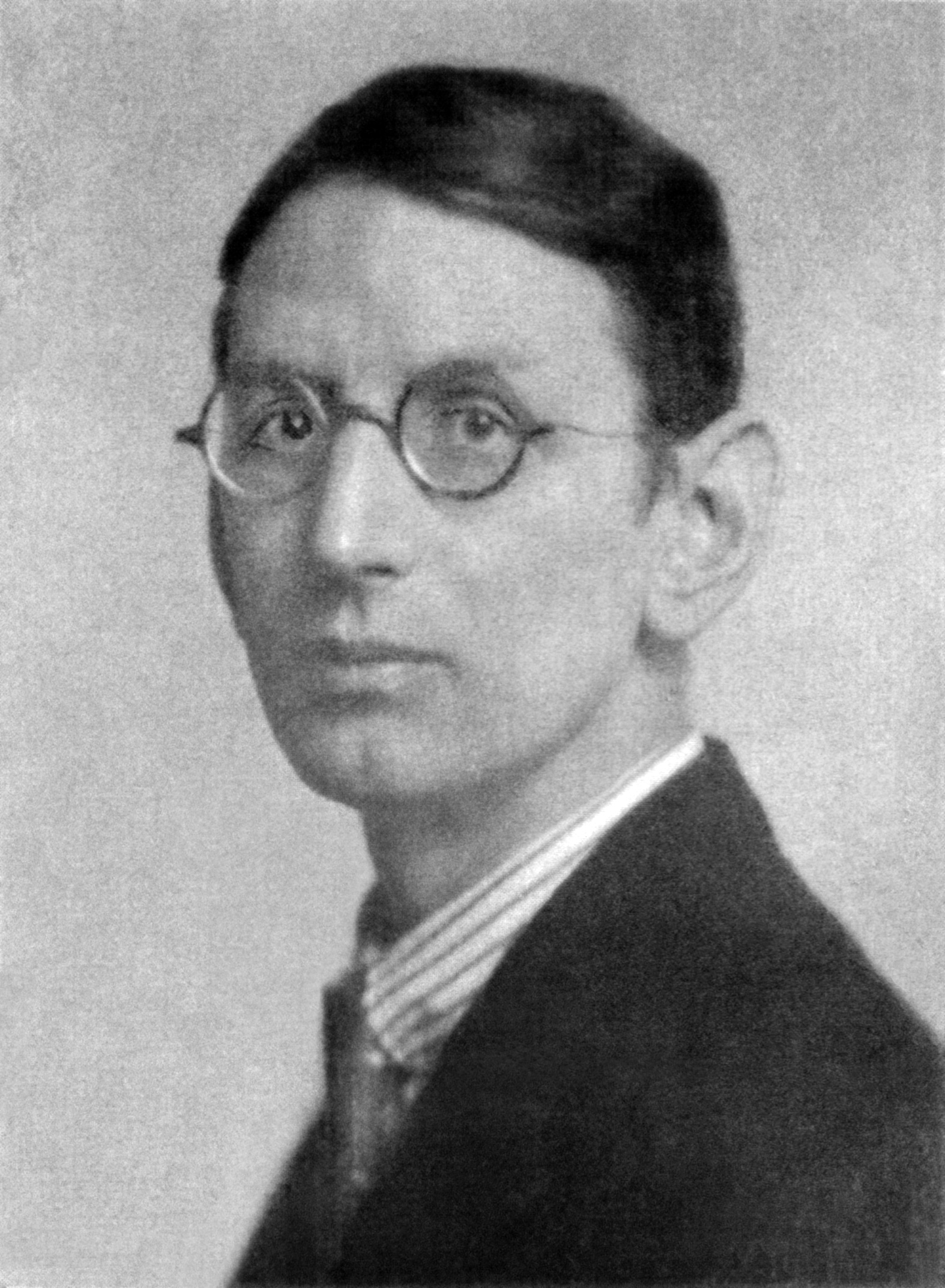
Kommittésekreteraren Yngve Larsson 1920

Reformen författades av Finansstyrelsekommittén, vars utlåtande utformades av dess sekreterare Yngve Larsson, som sedermera själv kom att bli såväl borgarråd under ett kvarts sekel som stadskollegieordförande och förgrundsgestalt inom en stor del av 1900-talets stockholmspolitik.